# محمد صاحب مرباط
محمد صاحب مرباط (المتوفى 556 هـ) إمام وزعيم اجتماعي ذو جاه واسع في ظفار وحضرموت، ومنه تتفرع أسرة آل باعلوي. كان مستقره في أرض ظفار وفيها اشتهر أمره وذاع صيته، حيث قام بإدخال المذهب الشافعي والعقيدة السنية إليها. كما قام بدوره في توطيد العلاقات بين الدولتين المنجوية بظفار والراشدية بداخل حضرموت. ولُقب بـ«صاحب مرباط» لأنه تديّرها في آخر عمره، ومرباط هي ظفار القديمة.

## نسبه
محمد بن علي خالع قسم بن علوي بن محمد بن علوي بن عبيد الله بن أحمد المهاجر بن عيسى بن محمد النقيب بن علي العريضي بن جعفر الصادق بن محمد الباقر بن علي زين العابدين بن الحسين السبط بن علي بن أبي طالب، وعلي زوج فاطمة بنت محمد ﷺ.
فهو الحفيد 14 لرسول الله محمد ﷺ في سلسلة نسبه.

## مولده ونشأته
ولد في بلدة بيت جبير جنوب مدينة تريم بحضرموت ونشأ بها، وتولى والده تربيته وحفظه القرآن الكريم وثقفه، وأمه هي فاطمة بنت محمد بن علي بن محمد بن جديد بن عبيد الله. ثم تحول مع أبيه وعمه وبني عمومتهم إلى تريم. وبعد أن أتم تعليمه في تريم رحل إلى الخارج للازدياد من المعارف والثقافة وعاد بعد ذلك إلى حضرموت، ومنها نزح إلى ظفار القديمة في عهد أسرة المنجوي.

## شيوخه
أخذ عن جملة من أهل عصره، منهم:
| - سالم بن بصري | - سالم بن فضل | - علي بن يحيى الخطيب |  |

## تلاميذه
وانتفع به كثير من طلاب العلم في كثير من العلوم والمعارف، منهم أولاده الأربعة علوي وعبد الله وعلي وأحمد، ومنهم:
| - علي بن أحمد بامروان | - أحمد بن محمد باعيسى - علي بن محمد الخطيب | - سعد الدين بن علي الظفاري - علي بن عبد الله الظفاري |  |

## أعماله
كان ميالًا إلى العمل بالفلاحة، ولهذا كان دائم الذهاب إلى بيت جبير ومعه أهله وأولاده، وهناك يشرف بنفسه على غراس النخيل وزراعة الحبوب والبقول بأنواعها، وأخذ يوسع أعمال الزراعة ويستوعب الأيادي العاملة لتستفيد من العمل وتنال نصيبًا من الثمر، وكان يعتني بالمواسم الزراعية ويرتب المخازن لاستيعاب الثمر والحبوب سواء في تريم أو في بيت جبير مما أسهم في كثرة محاصيله في العام الواحد. واشتغل إلى جانب الزراعة بالتجارة في الأطعمة والحبوب وغيرها، وخاصة على طريق حضرموت - ظفار حيث اعتاد السفر منذ بداية أمره إلى ساحل ظفار لغرض نشر الدعوة وللاستجمام والراحة، ثم باشر التجارة وحمل البضائع، وقد يأخذ معه أولاده ومحبيه ويمكث في نواحي ظفار شهورًا عديدة حتى اشتهر هناك وعرفه الناس. فكانت له تلك الزعامة والمكانة الشعبية في ظفار وحضرموت، وتمثلت زعامته من الناحية الاجتماعية؛ فهو من أسرة عريقة النسب وذات سلطة اجتماعية وجاه منذ زمن جده المهاجر بالإضافة إلى نبوغه العلمي في العلوم الدينية والشرعية. إذ كانت له هيبة بين القبائل والسلاطين. وقد كانت القوافل تسير في خفارته حين تمر من بيت جبير حتى تصل ظفار بأمان.
واشتهر بالكرم الزائد والسخاء الفائض، فكان منزله مأوى الضيوف وملجأ القصّاد، وكان ينفق على أكثر من سبعين بيتا. كان ينفق على كافة أقاربه وأرحامه وأكثر أمواله ونخيله في بيت جبير. وجدد بناء مسجد باعلوي الذي ابتناه أهله عندما انتقلوا إلى تريم. وقد قام بتحسين العلاقات السياسية والتجارية بين الدولتين المنجوية بظفار، التي كانت مرباط عاصمتها في ذلك الوقت، مع الدولة الراشدية بداخل حضرموت؛ مما كان له الأثر الطيب في تحسين الأحوال بين البلدين. وما زالت الكثير من القبائل في ظفار والمهرة ترجع إلى السادة آل باعلوي في حل العديد من المشاكل في شؤونهم الدينية والاجتماعية.

## هجرته إلى ظفار
ثم أنه تحول في آخر عمره إلى مرباط بناحية ظفار فألقى بها عصا الإقامة، وازداد صيته شيوعًا، وقصده الناس لبرّه وإحسانه. وكان له في ظفار مجالس علمية وروحية حيث أدخل إلى ظفار العقيدة السنية بعد أن كان أهلها من الإباضية، وقد استطاع أن يقنعهم بمذهبه ويحول عقائدهم إلى أهل السنة كما هو حال حضرموت، وقام بتأسيس مسجد الجامع بمرباط الذي اختطه بيمينه حوالي سنة 551 هـ. فانتعشت به مرباط وانتفع به أهلها، فهو يعتبر من أوائل من أدخل المذهب السني الشافعي إلى ظفار ويليه محمد بن علي القلعي ناشر مذهب أهل السنة. ثم تتابعت هجرة العلويين نحو مرباط وما حولها لكونها في طريقهم عند اتجاههم نحو الشرق، الهند وجزر الهند الشرقية، وكان ذلك في عهد المراكب الشراعية. ونقلوا إلى مرباط كثيرًا من عادات وتراتيب تريم في الأذكار والحزوب والمجالس وأوراد الصلوات وأدعية المناسبات وغير ذلك.

## ذريته
ومحمد صاحب مرباط هو مجمع الموجودين من آل باعلوي اليوم حيث تفرعت الذرية من بعده في ابنيه المعقبين أحدهما علي وهو والد الفقيه المقدم، والثاني علوي المشهور بعم الفقيه المقدم.

## وفاته
توفي في بمدينة مرباط من ظفار القديمة سنة 556 هـ وبُنيت على قبره قبة. ويزور هذا القبر الآلاف من الناس من مختلف المناطق والدول للتبرك حتى صار مدفنه أحد المعالم البارزة في محافظة ظفار بسلطنة عمان.

### استشهادات
1. ↑  الحبشي، عيدروس بن عمر (1430 هـ). عقد اليواقيت الجوهرية. تريم، اليمن: دار العلم والدعوة. ج. الجزء الثاني. ص. 1105. {{استشهاد بكتاب}}: تحقق من التاريخ في: |تاريخ= (مساعدة)
2. ↑  المشهور، عبد الرحمن بن محمد (1404 هـ). شمس الظهيرة (PDF). جدة، السعودية: عالم المعرفة. ج. الجزء الأول. ص. 72. مؤرشف من الأصل (PDF) في 2 يناير 2020. {{استشهاد بكتاب}}: تحقق من التاريخ في: |تاريخ= (مساعدة)
3. ↑  بلفقيه، علوي بن محمد بن أحمد (1415 هـ). من أعقاب البضعة المحمدية الطاهرة. المدينة المنورة، السعودية: دار المهاجر. ج. الجزء الأول. ص. 14. {{استشهاد بكتاب}}: تحقق من التاريخ في: |تاريخ= (مساعدة)
4. ↑  الحبشي، أحمد بن زين. شرح العينية. سنغافورة: مطبعة كرجاي المحدودة. ص. 147.
5. ↑  الشلي، محمد بن أبي بكر (1402 هـ). المشرع الروي في مناقب السادة الكرام آل أبي علوي (PDF) (ط. الثانية). ج. الجزء الأول. ص. 392. مؤرشف من الأصل (PDF) في 30 يناير 2021. {{استشهاد بكتاب}}: تحقق من التاريخ في: |تاريخ= (مساعدة)
6. ↑  الشاطري، محمد بن أحمد (1415 هـ). أدوار التاريخ الحضرمي. المدينة المنورة، السعودية: دار المهاجر. ج. الجزء الأول. ص. 191. {{استشهاد بكتاب}}: تحقق من التاريخ في: |تاريخ= (مساعدة)
7. ↑  البارق الشرقي (2019). "المسجد الجامع". تويتر. مؤرشف من الأصل في 2021-01-02.
8. ↑  خرد، محمد بن علي (2002). غرر البهاء الضوي ودرر الجمال البديع البهي. القاهرة، مصر: المكتبة الأزهرية للتراث. ص. 172.

## وصلات خارجية
- جريدة الخليج - ضريح «صاحب مرباط» يزوره الآلاف للتبرك.
- المرسال - ضريح الإمام محمد بن علي صاحب مرباط.